# Franz Kröwerath
Franz Kröwerath (* 30. Juni 1880; † 25. Dezember 1945) war ein deutscher Steuermann im Rudersport, der mit dem Vierer mit Steuermann 1900 Olympiadritter wurde.
Bei den Olympischen Spielen 1900 wurden auf der Seine in Paris erstmals olympische Wettkämpfe im Rudern ausgetragen. Im Vierer mit Steuermann sollten vier Boote das Finale erreichen: Die drei Vorlaufsieger und der schnellste Verlierer. Der Vierer vom Ludwigshafener Ruderverein mit Carl Lehle, Ernst Felle, Hermann Wilker, Otto Fickeisen und Steuermann Franz Kröwerath gewann den ersten Vorlauf, hatte aber eine langsamere Zeit als das drittplatzierte Boot des dritten Vorlaufs. Deshalb gab es Proteste gegen die Qualifikation, was am 26. August in einem Ausscheidungsrennen korrigiert werden sollte. Darüber waren nicht alle Teilnehmer informiert worden, sodass einige Boote fehlten, darunter auch der Vierer aus Ludwigshafen. Daraufhin kam es zu der Entscheidung, das Ergebnis des Ausscheidungsrennens als offizielles Finalergebnis zu werten und für die drei Boote, die dieses Rennen verpasst hatten, am 27. August ein weiteres offizielles Finale auszurichten. Durch diesen Kompromiss gibt es für die Olympischen Spiele 1900 zwei offizielle Endläufe mit offiziellen Olympiasiegern, Olympiazweiten und Olympiadritten.
Zum zweiten Finale am 27. August traten neben dem Ludwigshafener Boot Mannschaften von Minerva Amsterdam und vom Hamburger und Germania Ruder Club an. Die Hamburger gewannen das Rennen mit über einer Bootslänge Vorsprung auf die Amsterdamer, die wiederum knapp vor den Ludwigshafenern das Ziel erreichten.